# 27114 Лукашевич
27114 Лукашевич (27114 Lukasiewicz) — астероїд головного поясу, відкритий 19 листопада 1998 року.
Тіссеранів параметр щодо Юпітера — 3,170.